# With a Little Help from My Friends (album)
With a Little Help from My Friends (1969) è il primo album dell'artista britannico Joe Cocker, con la partecipazione della Grease Band. L'album prende il titolo dal brano omonimo dei Beatles, di cui l'album contiene una cover.

## Tracce

### Lato A
1. Feelin' Alright – 4:10 (Dave Mason)
2. Bye Bye Blackbird – 3:27 (Ray Henderson/Mort Dixon)
3. Change in Louise – 3:22 (Joe Cocker/Chris Stainton)
4. Marjorine – 2:38 (Joe Cocker/Chris Stainton)
5. Just Like a Woman – 5:17 (Bob Dylan)

### Lato B
1. Do I Still Figure in Your Life – 3:59 (Pete Dello)
2. Sandpaper Cadillac – 3:16 (Joe Cocker/Chris Stainton)
3. Don't Let Me Be Misunderstood – 4:41 (Gloria Caldwell, Sol Marcus, Bennie Benjamin)
4. With a Little Help from My Friends – 5:11 (John Lennon/Paul McCartney)
5. I Shall Be Released – 4:35 (Bob Dylan)

## Musicisti
- Joe Cocker - voce solista
- Brenda Holloway – cori (brano 1)
- Merry Clayton - cori (brano 1)
- Patrice Holloway - cori (brano 1)
- Madeline Bell – cori (brani 2, 6 e 9)
- Rosetta Hightower - cori (brani 2 e 9)
- Sunny Weetman - cori (brani 2, 3, 6, 9 e 10)
- Su Weetman - cori (brani 3, 6 e 10)
- Carol Kaye – Basso elettrico (brano 1)
- Chris Stainton – basso elettrico (brani 2, 9 e 10) , piano (brani 2 - 4 e 7), organo (brani 2 e 7)
- Artie Butler – piano (brano 1)
- Matthew Fisher – organo (brano 5)
- Tommy Eyre – piano (brani 5, 8 e 9)
- Stevie Winwood – organo (brani 6 e 10)
- David Cohen - Congas (tumbadora), Maracas (brano 1)
- Laudir - Congas (tumbadora), Maracas (brano 1)
- Paul Humphries – batteria (brano 1)
- Clem Cattini – batteria (brani 2, 4 e 7)
- Mike Kellie – batteria (brani 3, 6 e 10)
- B.J. Wilson – batteria (brani 5 e 9)
- Kenny Slade - batteria (brano 8)
- Tony Visconti – chitarra (brano 2)
- Jimmy Page – chitarra solista (brano 2), chitarra elettrica (brani 4, 5, 7 e 9)
- Henry McCullough - chitarra (brani 3, 6, 8 e 10)
- Albert Lee - chitarra elettrica (brano 4)
- Nick Harrison – arrangiamento (archi) (brano 10)